# 諾格拉里瓦戈薩納河

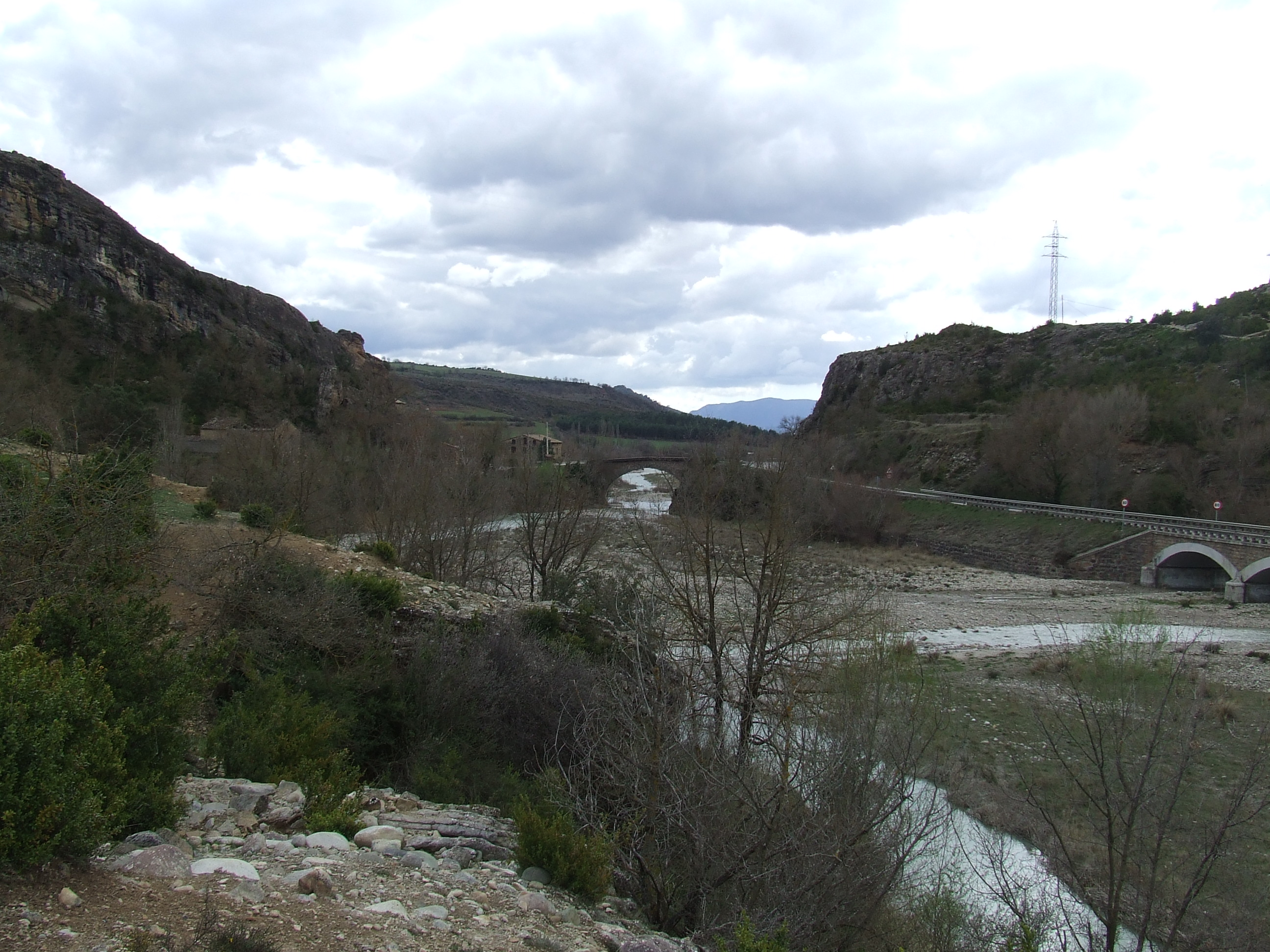
諾格拉里瓦戈薩納河

諾格拉里瓦戈薩納河（西班牙語：Río Noguera Ribagorzana）是西班牙的河流，流經韋斯卡省和萊里達省，發源自阿內托峰，最終注入塞格雷河，河道全長133公里，平均流量每秒21.7立方米。
42°37′36″N 0°42′21″E / 42.62667°N 0.70583°E